# Estación Linderos
Linderos es una estación ferroviaria ubicada en la comuna de Buin, en el kilómetro 35 de la línea Longitudinal Sur. Es detención del servicio Tren Rancagua-Estación Central, el cual transporta gran cantidad de público.

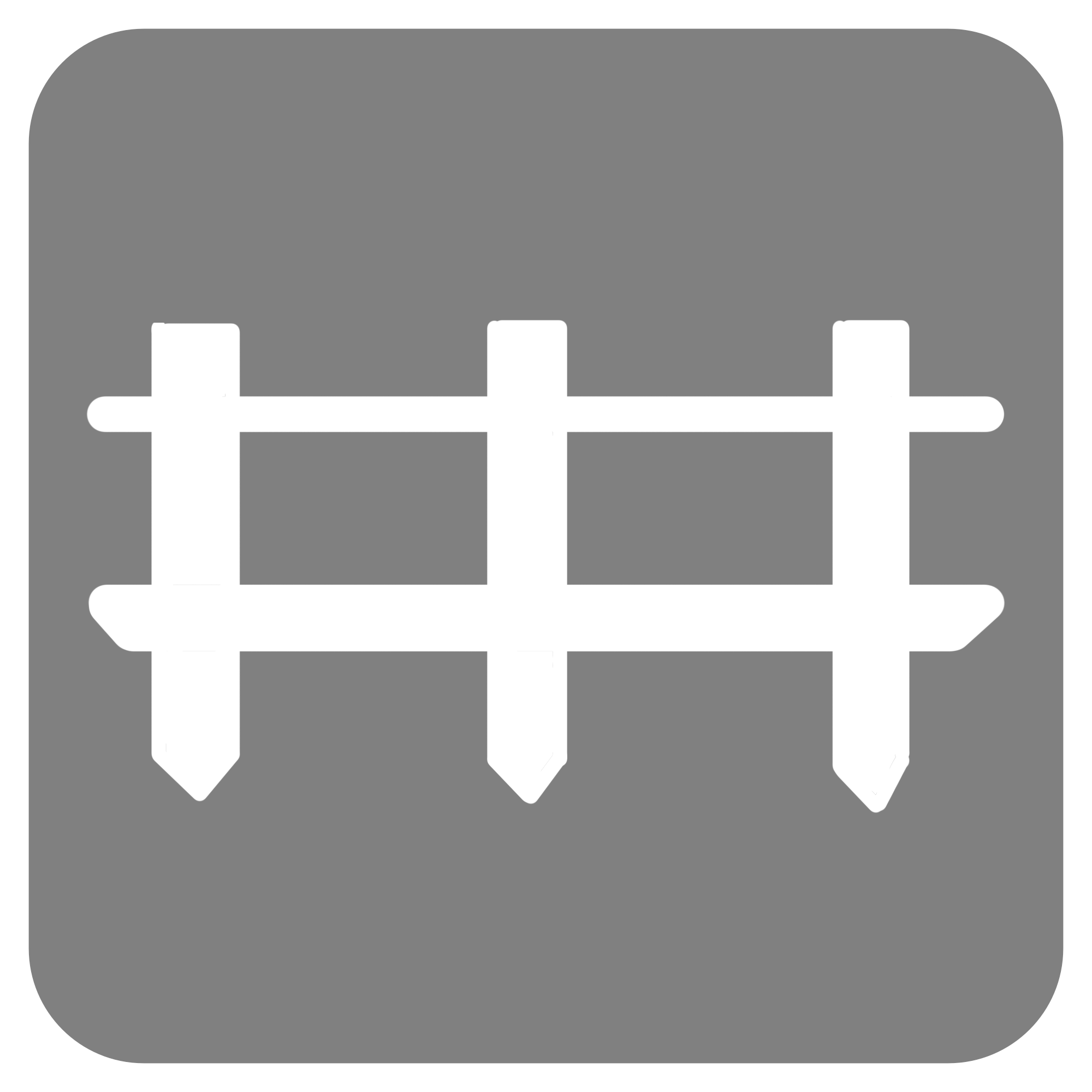
Pictograma que identificaba a la estación en 2001.

Cuenta con un patio de rieles característico de las estaciones ubicadas en la red sur, además de una caseta de movilización, y 2 andenes iluminados para atender a los pasajeros del Metrotren.
El antiguo edificio de la estación se mantiene en pie pero con un grado de deterioro menor; la estructura se ha conservado luego de que Óscar Guajardo, exobrero de la Maestranza San Bernardo, cercara el edificio y arrendara parte de la antigua bodega para instalar un taller de tornería y estructuras metálicas.

## Servicios actuales
- Tren Rancagua-Estación Central